# De Simon (azienda)
Il Gruppo De Simon S.p.A. è un'azienda italiana che produce parti di ricambio per autobus, mentre in passato costruiva anche telai.

## Storia
L'azienda fu fondata nel 1925 da Giovanni De Simon, il quale iniziò a produrre telai in legno per autobus.
Qualche anno più tardi, quando a capo dell'azienda c'era il figlio Ilvo, iniziò ad adoperare come materiale l'acciaio, creando così anche carrozzerie interurbane e turistiche, utilizzando come meccanica Fiat, OM, Lancia e Alfa Romeo.
Negli anni Sessanta iniziò la produzione di bus utilizzando come telaio quello dei camion Fiat; questo per l'azienda fu un successo in quanto registrò un totale di oltre mille veicoli venduti in tutta Italia.
Il Terremoto del Friuli del 1976, distrusse molte aree industriali, tra cui questa, avendo come epicentro la città di Osoppo.
Ilvo, assieme ai figli Giovanni e Alvio, è riuscito a ricostruire un nuovo stabilimento in circa 2 anni.
Questo nuovo stabilimento occupava circa 70.000 metri quadrati e ospitava ben due palazzi di uffici e una pista di prova.
Nel 1977, De Simon iniziò a collaborare con Breda Costruzioni Ferroviarie, fondando così la INBUS, acronimo di Industrie Autobus,  che nel 1980 guadagnò il 30% del mercato nazionale. Grazie a questa collaborazione, De Simon costruì un ulteriore centro di produzione, sito a Palermo, denominato "IMEA", responsabile della produzione di autobus per l'isola siciliana.
In dieci anni l'azienda Inbus produsse circa 6000 unità, il 30% delle quali fu allestita da De Simon.
Dopo che l'azienda nata dalla collaborazione chiuse i battenti nel 1987, De Simon continuò a produrre autobus in collaborazione con Iveco e Renault, questa volta utilizzando come materiale l'acciaio inox.
Dal 1997 la produzione fu quasi esclusivamente di autobus interurbani, questa volta utilizzando come meccanica Scania, Mercedes-Benz e MAN. In ambito urbano, invece, vendette autobus per conto di Van Hool in diverse lunghezze comprese tra 8 e 18 metri, alcuni allestiti con motore a gas naturale.
Tra il 1996 e il 2002 strinse un accordo con l'azienda rumena Rocar, producendo 400 autobus urbani.
Nei 5 anni successivi avviò la produzione di un nuovo modello di bus, in diversi allestimenti e lunghezze, denominato "Millemiglia", per uso interurbano. Questo modello si può trovare in Campania e in Friuli-Venezia Giulia alla SAF. Venne inoltre prodotto in versione turistica con il tetto aperto, denominato "Millemiglia Zefiro".
Nel 2006 l'azienda diventa una S.p.A e si concentra sulla vendita di pezzi di ricambio per autobus, sulla manutenzione di veicoli e sulla loro modifica.
Nel 2007, come azienda indipendente, ha raggiunto un numero di vendite pari a 150 autobus e un incasso oltre 20 milioni di euro.

## Prodotti
L'azienda ha collaborato alla produzione di diversi modelli su meccaniche diverse, ecco una lista:
- Inbus AID 280 FT (urbano/suburbano snodato)
- Inbus U210 (urbano)
- Inbus I330 (interurbano)
- Iveco Starline UC 4x4
- De Simon IN.3 (prodotto dal 1997 al 2007, interurbano 10 metri su meccanica Scania)
- De Simon IL.3 (prodotto dal 1997 al 2007, interurbano 12 metri su meccanica Scania e Mercedes)
- De Simon IL.4 (prodotto dal 1997 al 2007, interurbano 12 metri rialzato su meccanica Scania)
- De Simon IS.2 (interurbano 18 metri su meccanica MAN)
- De Simon Millemiglia 12 HD (interurbano 12 metri rialzato su meccanica Scania)
- De Simon Millemiglia 10 HD (interurbano 10 metri rialzato su meccanica Scania)
- De Simon Millemiglia 10 Eav
- De Simon Millemiglia Zefiro (turistico con tetto apribile)
- Van Hool A300

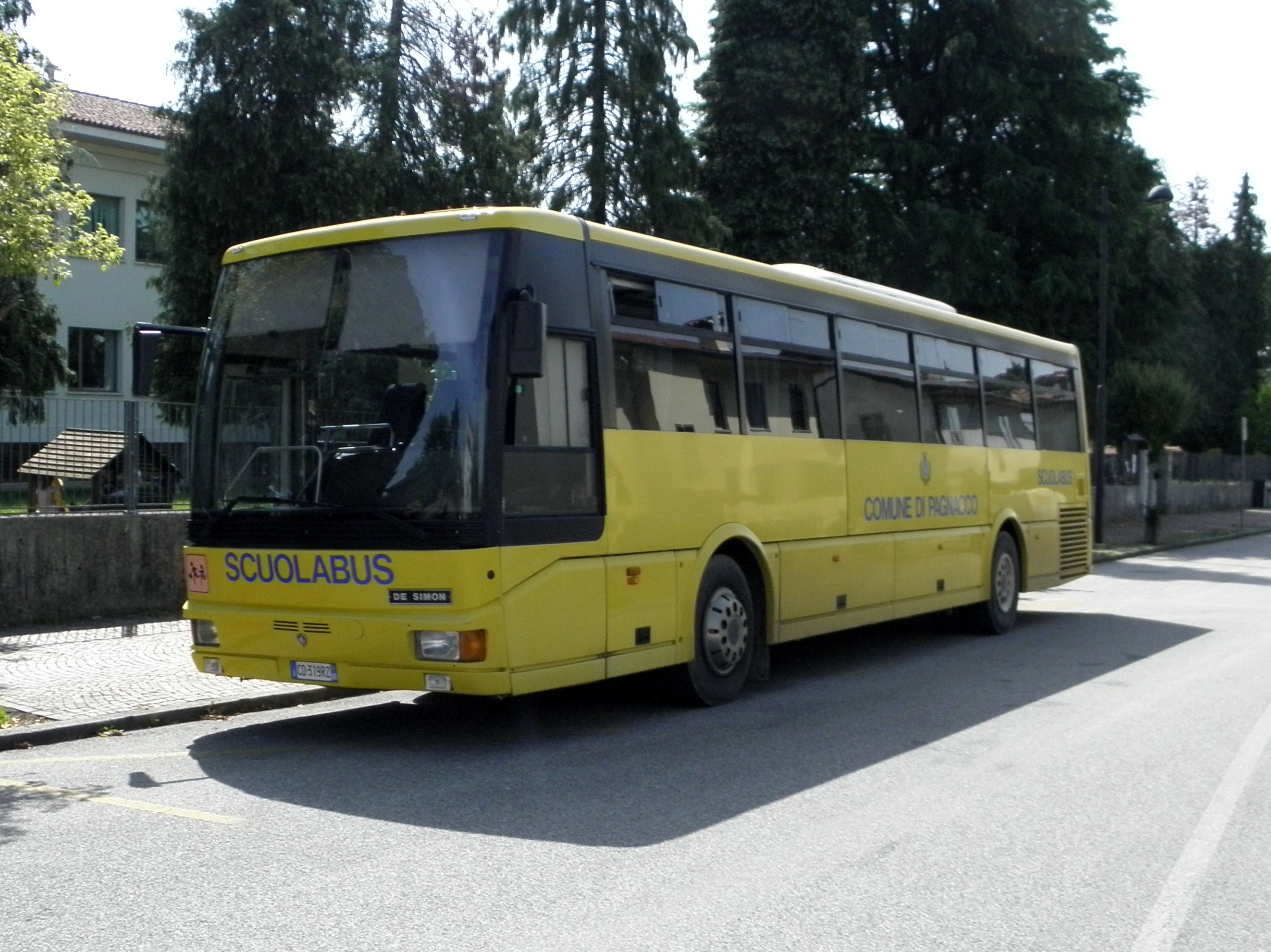
De Simon IL.3 (Interurbano Lungo)
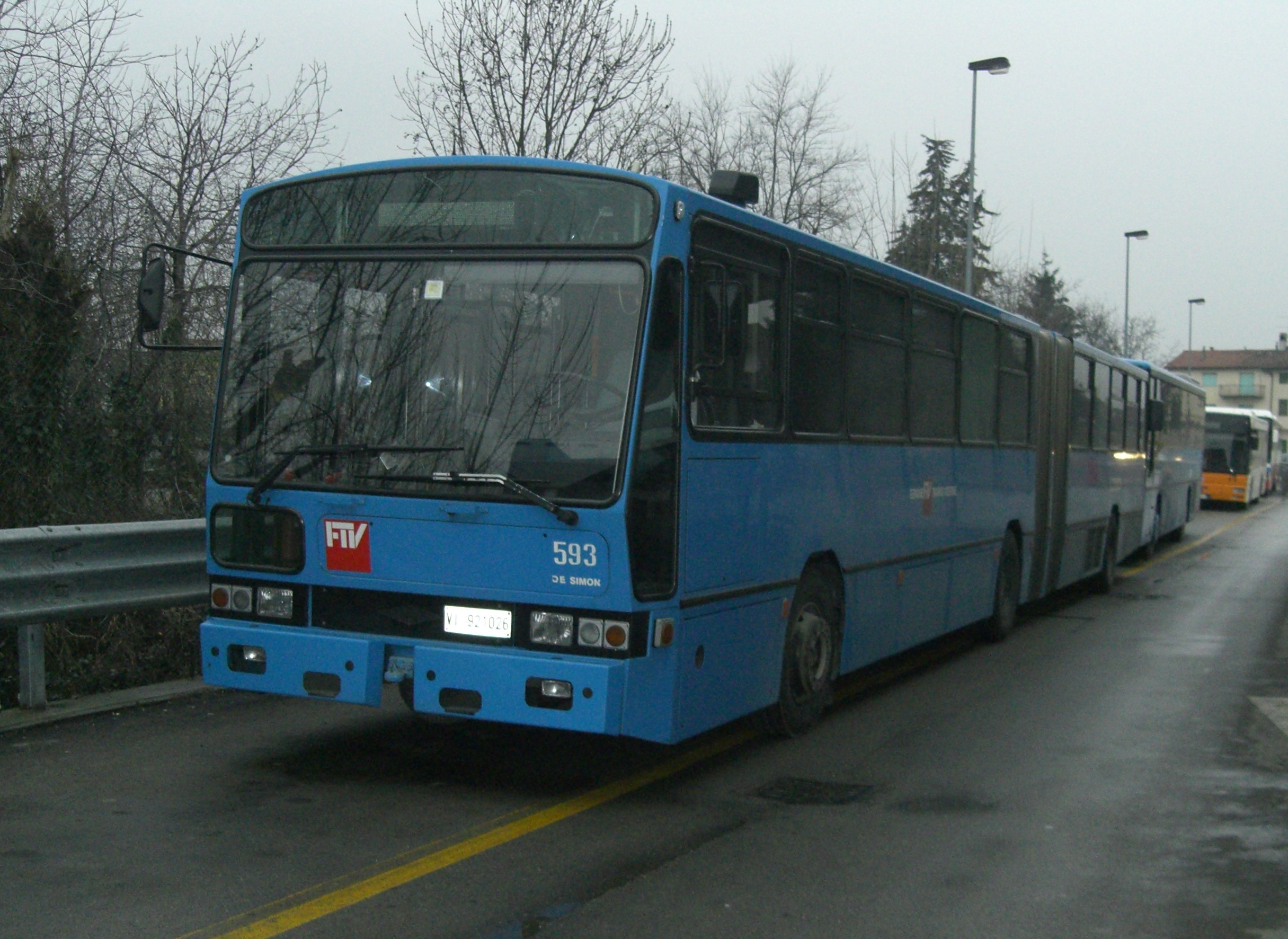
Inbus AID 280 FT snodato
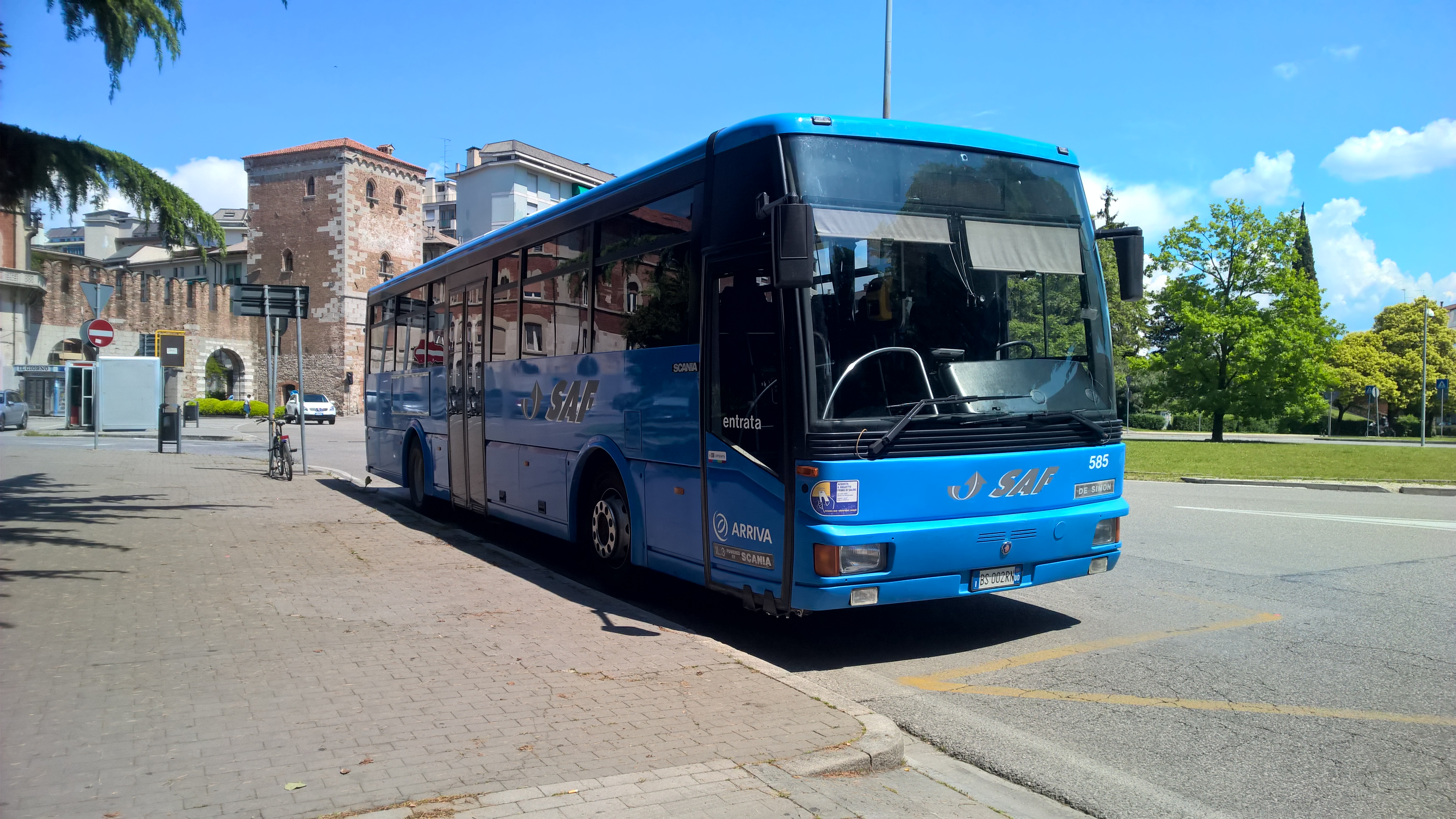
De Simon IL.3 su meccanica Scania